# مخالفت با مهاجرت
مخالفت با مهاجرت که با عنوان مهاجرستیزی نیز شناخته می‌شود، موضعی سیاسی است که خواهان محدودسازی  مهاجرت است. در معنای امروزی، مهاجرت به ورود افراد از یک کشور یا قلمرو به کشور یا قلمروی دیگر اطلاق می‌شود که در آن تابعیت ندارند. مهاجرت غیرقانونی زمانی رخ می‌دهد که افراد بدون داشتن مجوز رسمی، وارد کشوری شوند. میزان مخالفت با مهاجرت طیفی را شامل می‌شود: از درخواست اصلاحات در سیاست‌های مهاجرتی، تا پیشنهادهایی برای محدودسازی کامل مهاجرت و حتی درخواست بازگرداندن مهاجران حاضر به کشورهای مبدأ.

## استدلال‌های ضد مهاجرت

### هویت ملی
اینکه هویت ملی تا چه اندازه و چگونه بر نگرش‌ها نسبت به مهاجرت تأثیر می‌گذارد، به شدت به معانی مرتبط با یک هویت ملی خاص بستگی دارد. اگر یک هویت ملی به‌گونه‌ای انحصارطلبانه تعریف شود که گروه‌های قومی یا نژادی خاصی را هدف بگیرد، یا اگر یک اکثریت قومی یا نژادی بر ساختارهای سیاسی یک کشور تسلط داشته باشد، در آن صورت، آن هویت ملی به‌احتمال زیاد با نگرش‌های ضد مهاجرتی همراه خواهد بود. پژوهش‌ها همچنین نشان می‌دهند زمانی که از مردم دربارهٔ مسائل مربوط به مهاجرت پرسش می‌شود، بیش از آنکه به ملاحظات اقتصادی واکنش نشان دهند، به فراخوان‌هایی که به هویت ملی اشاره دارند، پاسخ می‌دهند.هم آمریکایی‌ها و هم اروپایی‌ها معمولاً شمار مهاجران در کشورهای خود را بیش از حد برآورد می‌کنند و گرایش دارند که خواهان مهاجرت کمتر باشند.
جایی که هویت ملی به گونه‌ای تعریف نشود که با هویت قومی یا نژادی در تضاد باشد، و جایی که چنین گروه‌هایی از نظر اجتماعی-اقتصادی طرد نشده باشند، هویت ملی می‌تواند با تنوع قومی یا نژادی سازگار باشد. هویت ملی حتی می‌تواند در مواردی که شکاف‌های درون‌ملی وجود دارد، عامل مهمی در برقراری صلح اجتماعی باشد. برای نمونه، یک مطالعه در سال ۲۰۱۵ نشان داد که محتوای آموزشی که بر وحدت ملی اندونزی تأکید داشت، یکی از عوامل مهم بهبود روابط قومی و مذهبی در دوران سوهارتو در اندونزی بود.

### جدایی، انزوا و ثبات
مهاجران ممکن است در اجتماعات خود منزوی شوند و جوامعی خودسازمان‌یافته، گتو یا جوامع موازی تشکیل دهند؛ یعنی در چارچوب فرهنگ خود زندگی کنند، نه اینکه در فرهنگ بومی جذب شوند. در این حالت، تماس آن‌ها با جامعهٔ اکثریت از نظر مکانی، اجتماعی و فرهنگی کاهش یافته یا حداقلی می‌شود. چنین محله‌های قومی می‌توانند نتیجهٔ گرایش طبیعی انسان‌ها به زندگی در کنار افرادی شبیه خودشان باشند. آن‌ها ممکن است زبان محلی را یادنگیرند و در نتیجه، وحدت ملی و همچنین انسجام فرهنگی و دینی کشور میزبان را تضعیف کنند.پژوهشی از جنیفر نیل از دانشگاه ایالتی میشیگان نشان می‌دهد که محله‌های قومی ممکن است انسجام اجتماعی را درون خودشان تقویت کنند، اما به بهای کاهش تحمل بین‌گروهی. عواملی مانند اندازه، میزان خودمختاری و نزدیکی این اجتماعات بر این روند تأثیر دارند. برخی نیز پیشنهاد می‌کنند که قدرت بیشتری به جوامع محلی تفویض شود.
مهاجرت ممکن است بر ثبات اجتماعی و سیاسی تأثیر منفی بگذارد.

### رقابت فزاینده
استدلال‌های اقتصادی بیشتر بر رقابت برای اشتغال تمرکز دارند و نیز بر بارهای سنگین‌تری که برخی گروه‌های مهاجر ممکن است بر دوش نظام‌های رفاه اجتماعی، نظام سلامت، مسکن و مدارس دولتی کشور میزبان بگذارند.برای نمونه، بنا بر گزارشی از وزارت ادغام دانمارک در سال ۲۰۱۱، اصلاحات سخت‌گیرانه در قوانین مهاجرت این کشور، نسبت به سیاست‌های پیشینِ سهل‌گیرانه‌تر، ۶٫۷ میلیارد یورو صرفه‌جویی به همراه داشته است.

### فضای زیست‌محیطی، کیفیت محیط و کمبود منابع
برخی افراد بر این باورند که برای تأمین نیازهای یک جمعیت، مقدار معینی زمین لازم است («فضای زیست‌محیطی»)، به‌عنوان مثال برای تأمین مصرف جمعیت، از جمله جذب پسماندها و ضایعات.در این منطق، مهاجران ـ همچون نوزادان تازه‌متولدشده ـ اندازهٔ سرانهٔ زمین در کشور میزبان را کاهش می‌دهند.
برخی نیز نگران گسترش بی‌رویهٔ شهرنشینی و شلوغی بیش از حد، تغییر در حیات وحش و محیط طبیعی کشور، و ردپای گستردهٔ کربنی ناشی از مهاجرت هستند.افزون بر این، برخی نگرانی‌هایی در مورد کمبود منابع کشور، کاهش ذخایر آب، انرژی، فقیر شدن خاک‌ها و افزایش پسماندهای جامد دارند.

### بیماری‌ها
مهاجران (و جابجایی‌های مرزی به‌طور کلی) ممکن است بیماری‌های واگیرداری را از کشورهای مبدأ خود وارد کنند که در میان جمعیت بومی نادر یا ناشناخته‌اند، که برخی آن را به عنوان یک تهدید مهم در مخالفتشان با مهاجرت می‌دانند.
سابقه‌ای وجود دارد از گروه‌های برتری‌طلب سفیدپوست، مانند کوکلاکس کلان، که برای دامن زدن به احساسات ضد مهاجرتی، اغراق کرده‌اند یا ارتباط‌هایی جعلی میان مهاجران و بیماری‌های واگیردار ساخته‌اند.

### جرایم مهاجران
مخالفان مهاجرت اغلب ادعا می‌کنند که مهاجران باعث افزایش نرخ جرم و جنایت می‌شوند، اما پژوهش‌ها نشان می‌دهند که مردم معمولاً رابطه بین مهاجرت و بزهکاری را بیش از حد برآورد می‌کنند.ادبیات دانشگاهی نتایج متفاوتی در مورد رابطه بین مهاجرت و جرم در سطح جهانی ارائه داده است، اما در مورد ایالات متحده نشان می‌دهد که مهاجرت یا هیچ تأثیری بر نرخ جرم ندارد یا حتی باعث کاهش آن می‌شود.

### وحدت نظامی
برخی نگرانی‌ها دربارهٔ مهاجرت به مسائلی مانند وفاداری نظامی بازمی‌گردد؛ به‌ویژه در شرایطی که کشور مبدأ مهاجران وارد جنگی با کشور مقصد شود، یا اگر کشور میزبان به سربازی اجباری نیاز پیدا کند.

### سفرهای خطرناک
مهاجرت غیرمجاز یا نامنظم می‌تواند مهاجران را در معرض خطرات فراوانی قرار دهد، از جمله شرایط سخت محیطی، کمبود غذا و آب، و خشونت از سوی قاچاقچیان انسان یا نیروهای دولتی. از سال ۲۰۱۴ تاکنون، هر سال بیش از ۴٬۰۰۰ نفر در مسیرهای مهاجرتی در سراسر جهان جان خود را از دست داده‌اند — و احتمالاً این رقم کمتر از واقعیت است، چرا که بسیاری از مرگ‌ها هرگز ثبت نمی‌شوند.
اعمال محدودیت‌های شدید بر مهاجرت و اطلاع‌رسانی دربارهٔ این محدودیت‌ها به مهاجران بالقوه ممکن است آن‌ها را از انجام چنین سفرهای پرخطری بازدارد. در ایالات متحده، سیاست گشت مرزی با عنوان «پیشگیری از طریق بازدارندگی» به‌طور عامدانه مهاجران را به سمت مناطق دورافتاده هدایت کرده است، جایی که احتمال مواجهه با خطرات مرگبار بیشتر است.

### واردات فرهنگ
مهاجران فرهنگ خود را با خود می‌آورند. اندیشه‌ها، هنجارها، رسوم، عادات و ارزش‌های مهاجران، فرهنگ کشور میزبان را شکل می‌دهند، گسترش می‌بخشند و تحت تأثیر قرار می‌دهند. برخی از این گسترش‌ها و تأثیرات ممکن است از سوی بخش‌هایی از جمعیت بومی خوشایند نباشد، به دلایلی که ممکن است شامل اعمالی باشد که کمتر متمدنانه تلقی می‌شوند، محدودیت‌ها و همچنین تضاد با هنجارها، قوانین و ارزش‌های کشور بومی به‌طور کلی.

### هزینه‌های اقتصادی
مخالفان مهاجرت اغلب ادعا می‌کنند که مهاجران تأثیر منفی خالصی بر خزانهٔ عمومی دارند، عمدتاً به‌دلیل تأمین مراقبت‌های پزشکی و خدمات رفاهی.
عوامل مختلفی بر تأثیر مهاجران بر خزانهٔ عمومی یک کشور و استفاده آن‌ها از خدمات رفاهی تأثیر می‌گذارند. در حالی که مهاجران می‌توانند سیستم رفاهی کشور را بهبود بخشند، برای مثال با مقابله با روند افزایش سن جمعیت، اما تأثیر اقتصادی خالص آن‌ها ممکن است منفی باشد.جرج بورجاس، استاد اقتصاد در مدرسهٔ دولت کندی هاروارد، بیان می‌کند که «هر چه مهاجر کم‌مهارت‌تر باشد، احتمال اینکه بار مالی برای کشور میزبان باشد بیشتر است».مهاجران با مهارت‌های بالا، چشم‌اندازهای بهتری در بازار کار نسبت به کسانی که بر اساس روابط خانوادگی یا دلایل انسانی پذیرفته شده‌اند، دارند. همچنین به مدت زمان اشتغال، دستمزد و سن مهاجران و سیستم ادغام کشور بستگی دارد.

### آسیب به کشورهای مبدأ
برخی مخالفان مهاجرت استدلال می‌کنند که مهاجرت افراد ماهر یا تحصیل‌کرده ممکن است به کشورهای مبدأ آسیب برساند، چرا که این افراد می‌توانستند به جای مهاجرت در کشور خود باقی بمانند، اقتصاد آن کشور را توسعه دهند و نظام‌های اجتماعی و سیاسی را بهبود بخشند. اما این ادعای «فرار مغزها» در ادبیات علمی عمدتاً تأیید نشده است. اقتصاددان مایکل کلیمنز می‌گوید که نشان داده نشده است که محدود کردن مهاجرت افراد با مهارت بالا باعث کاهش کمبود نیروی متخصص در کشورهای مبدأ شود. جاستین سندفور، اقتصاددان توسعه، می‌گوید: «هیچ مطالعه‌ای وجود ندارد که شواهد تجربی نشان دهد محدودیت‌های مهاجرت باعث توسعه در کشورهای مبدأ شده باشد.»هین ده هاس، استاد جامعه‌شناسی دانشگاه آمستردام، «فرار مغزها» را یک «اسطوره» توصیف می‌کند. پژوهش‌ها نشان می‌دهند که مهاجرت (چه کم‌مهارت و چه ماهر) برای کشورهای مبدأ در زمینه‌های مختلف از جمله اقتصاد (گمانه‌زنی)، آموزش و لیبرال دموکراسی مفید است.
حواله‌ها تأثیر مهمی بر اقتصاد کشورهای در حال توسعه دارند؛ بیشتر حواله‌ها (۴۴۱ میلیارد دلار در سال ۲۰۱۵) به این کشورها ارسال می‌شود. این مبلغ تقریباً سه برابر مبلغ کمک‌های رسمی توسعه (۱۳۱ میلیارد دلار) است. برای بسیاری از کشورهای در حال توسعه، حواله‌های دریافتی بخش قابل توجهی از اقتصاد آنها را تشکیل می‌دهد؛ این کشورها اغلب بیش از ۱۰ درصد تولید ناخالص داخلی خود را هر سال از طریق حواله‌ها دریافت می‌کنند. از دیدگاه اقتصاد کلان، رابطه قاطعی بین حواله‌ها و رشد اقتصادی وجود ندارد. هرچند حواله‌ها می‌توانند تقاضای کلی را افزایش داده و فعالیت اقتصادی را تحریک کنند، برخی تحقیقات نشان می‌دهند که حواله‌ها ممکن است تأثیرات منفی کلان اقتصادی نیز داشته باشند؛ مانند افزایش نابرابری درآمدی و کاهش عرضه نیروی کار در کشورهای دریافت‌کننده.

### هیچ راه حلی برای مشکلات اساسی وجود ندارد
مهاجرت ممکن است نتیجهٔ مشکلات در کشورهای مبدأ مهاجران باشد. سیاست‌ها و تلاش‌های باز برای مهاجرت، این مشکلات را حل نمی‌کنند، اما بسته نگه داشتن مرزها نیز آن‌ها را برطرف نمی‌کند.
ژان پارک از شورای روابط خارجی توصیه می‌کند که رهبران اروپایی به ریشه‌های مهاجرت بپردازند، مانند کمک به میانجی‌گری برای پایان دادن به جنگ داخلی سوریه، بازگرداندن ثبات به لیبی و افزایش کمک‌ها به کشورهای آفریقای جنوب صحرا. به گفته او، راه‌حل سیاسی برای بحران‌های منطقه‌ای می‌تواند باعث شود اروپا دیگر با ورود مهاجران دست و پنجه نرم نکند. گونتر شرودر در مورد مهاجرت و جابجایی پناهندگان به داخل و از شاخ آفریقا، گفته است که برای مقابله با علل آن، تلاش‌های بیشتری لازم است. گزارشی از سازمان کاریتاس آلمان اعلام کرده است که تنها یک راهبرد بلندمدت که بین مقابله با علل مهاجرت در کشورهای مبدأ و توسعهٔ سیاست مهاجرتی اتحادیهٔ اروپا تمایز قائل شود، می‌تواند راه‌حل‌هایی ارائه دهد. پاسخ‌گویی به علل ریشه‌ای جریان‌های مهاجرت غیرقانونی مستلزم همکاری با کشورهای سوم، از جمله کشورهای مبدأ و عبور مهاجران است و ممکن است در قالب اجتناب از درگیری، صلح‌بانی و دولت‌سازی بروز کند. پیشنهاد شده است که پناهگاه‌های امن در داخل کشور مبدأ ایجاد شود.

### استعمارزدایی
برخی از طرفداران استعمارزدایی، مهاجران را به عنوان استعمارگرانِ بومیان یا زاده‌شده بر اساس اصل خون می‌بینند.

### حق رأی
سیاست‌های مهاجرتی سهل‌گیرانه معمولاً منجر به بدتر شدن اعطای حق رأی برای مهاجران می‌شود.